# هانا سلووی
هانا سلووی (اوکراینی: Ганна Соловей؛ زادهٔ ۳۱ ژانویهٔ ۱۹۹۲) دوچرخه‌سوار اهل اوکراین است.وی همچنین از دوچرخه‌سواران بازی‌های المپیک تابستانی ۲۰۱۶ بوده است.
وی در مسابقات کشوری و بین‌المللی در مجموع برندهٔ ۲ مدال طلا، ۲ مدال نقره، ۲ مدال برنز شده‌است.